# Эйрс, Лия
Ли́я Ка́лиш (англ. Leah Kalish); во время актёрской карьеры более известная как Ли́я Э́йрс (англ. Leah Ayres) (род. 28 мая 1957, Балтимор, США) — бывшая американская актриса.
После завершения актёрской карьеры в 1998 году взяла фамилию мужа, открыла школу йоги и стала разрабатывать творческие программы для детей.

## Биография
Лия Симпсон родилась 28 мая 1957 года в Балтиморе, крупнейшем городе штата Мэриленд. После окончания элитной средней школы Roland Park Country поступила в Университет Тафтса, а затем перешла в Нью-Йоркский университет, где получила степень по танцам в Школе искусств Тиша.
В 1996 году также получила степень магистра в колледже Пасифик-Оукс (Пасадина, штат Калифорния).
В 1979 году началась актёрская карьера Лии, которая стала сниматься под фамилией Эйрс. Первой её работой стали съёмки в телесериале «Любовь к жизни» (англ. Love of Life) на «Си-би-эс». В том же году Эйрс снялась в эпизодической роли медсестры Капобьянко в фильме «Весь этот джаз», выигравшем четыре «Оскара», «Золотую пальмовую ветвь» Каннского кинофестиваля, а также «Золотой глобус» и премию BAFTA. Однако первой крупной работой Лии стало исполнение роли Валери Брайсон в многолетнем сериале «На пороге ночи» (в 1981—1983 годах). В 1983 году исполнила главную роль в телевизионном фильме «Вельвет», вышедшем на ABC.
В 1980-е годы активно снималась в различных сериалах. Исполнила главную роль Линды Боуман в третьем (и последнем) сезоне сериала ABC «С девяти до пяти» (англ. 9 to 5). Также играла в таких сериалах, как «Команда „А“», «Сент-Элсвер», «Отель», «Джамп-стрит, 21» и других.
В 1988 году Эйрс снялась в роли Дженис Кент в культовом фильме в жанре боевых искусств «Кровавый спорт».
В 1990-е годы Лия Эйрс снималась в основном в сериалах. Среди них — один эпизод в ситкоме «Женаты… с детьми», а также три эпизода в «Крутом Уокере», где она исполнила роль Тары Флинн. В полнометражном кино Эйрс снялась лишь в эпизодической роли Сэнди в «чёрной комедии» 1992 года «Игрок», получившей два «Золотых глобуса» и две премии BAFTA. В 1998 году сыграла в одном эпизоде сериала «Скользящие», после чего завершила карьеру актрисы.
С конца 1990-х годов Лия, взявшая фамилию мужа Калиш, стала активно преподавать йогу. Она открыла собственную школу йоги в Лос-Анджелесе и стала соавтором книги, посвящённой обучению йогой детей в игровой форме. Калиш периодически снимается в обучающих видео, связанных с йогой. Также она занимается разработкой детских телевизионных программ.

## Личная жизнь
В 1990 году вышла замуж за телевизионного сценариста и продюсера Брюса Калиша, но до самого завершения актёрской карьеры продолжала использовать псевдоним Эйрс. У пары есть сын Маккензи Остин Калиш, родившийся 21 июня 1993 года.

## Фильмография
| Год       |    | Русское название                     | Оригинальное название             | Роль                     |
| --------- | -- | ------------------------------------ | --------------------------------- | ------------------------ |
| 1979      | с  | Любовь к жизни                       | Love of Life                      | Кристи Брингэм           |
| 1979      | с  |                                      | Mother and Me, M.D.               | Барри Такер              |
| 1979      | ф  | Весь этот джаз                       | All That Jazz                     | сестра Капобьянко        |
| 1981      | ф  | Сожжение                             | The Burning                       | Мишель                   |
| 1981—1983 | с  | На пороге ночи                       | The Edge of Night                 | Валери Брайсон           |
| 1983      | с  | С девяти до пяти                     | 9 to 5                            | Линда Боуман             |
| 1983      | ф  | Бегство Эдди Мэйкона                 | Eddie Macon's Run                 | Крис                     |
| 1984      | с  | Остров фантазий                      | Fantasy Island                    | Лорен Спенсер            |
| 1984      | тф | Вельвет                              | Velvet                            | Касс Дэйтон              |
| 1984      | с  | Команда «А»                          | The A-Team                        | Дженни Олсен             |
| 1984      | с  | Лодка любви                          | The Love Boat                     | Нэнси Сайдон, Арлин Корт |
| 1985      | с  | Искатель потерянной любви            | Finder of Lost Loves              | Стейси Барнс             |
| 1985      | с  | Отель                                | Hotel                             | Джилл                    |
| 1985      | с  | Безумный как лис                     | Crazy Like a Fox                  | Элейн                    |
| 1985—1986 | с  | Сент-Элсвер                          | St. Elsewhere                     | Мона Полито              |
| 1986      | тф | Ставим на «Рица»                     | We're Puttin' on the Ritz         | Мики Клайн               |
| 1986      | с  | Слишком тесно                        | Too Close for Comfort             | Дженнифер                |
| 1987      | с  | Девятиметровый                       | 1st & Ten                         | Джилл Шрейдер            |
| 1987      | с  | Старейший новичок                    | The Oldest Rookie                 | Нина Зага                |
| 1987      | ф  | Горячая крошка в городе              | Hot Child in the City             | Рейчел Вагнер            |
| 1988      | ф  | Кровавый спорт                       | Bloodsport                        | Дженис Кент              |
| 1988      | тф | Полицейская история: Начальник смены | Police Story: The Watch Commander | Нэнси Морган             |
| 1989—1991 | с  | Кто здесь босс?                      | Who's the Boss?                   | Пэм Харпер               |
| 1989      | с  | Кошмары Фредди                       | Freddy's Nightmares               | Роксанна Вудхаус         |
| 1990      | с  | Семейка Брейди                       | The Bradys                        | Марсия Брейди-Логан      |
| 1990      | с  | Столичные новости                    | Capital News                      | Стефани Селларс          |
| 1991      | с  | P.S. Люблю тебя                      | P.S. I Luv U                      | Николь Бентон            |
| 1992      | с  | Детский разговор                     | Baby Talk                         | Лоис Херман              |
| 1992      | ф  | Игрок                                | The Player                        | Сэнди                    |
| 1992      | с  | Женаты… с детьми                     | Married… with Children            | Бетти                    |
| 1992      | с  | Ворон                                | Raven                             | Эллен                    |
| 1995      | с  | Крутой Уокер: Правосудие по-техасски | Walker, Texas Ranger              | Тара Флинн               |
| 1995      | с  | Путешествие Эллана Стрэйнжа          | The Journey of Allen Strange      | госпожа Симондс          |
| 1998      | с  | Скользящие                           | Sliders                           | Дарла                    |